# Abbotsford (Colúmbia Britânica)
Abbotsford é uma cidade da província canadense de Colúmbia Britânica, situada no Vale Fraser, onde mais de 250 pessoas vivem. Localizada a oeste de Vancouver, Abbotsford possui uma população de 115,463 habitantes, com aproximadamente 140 na sua zona metropolitana. É a sexta maior municipalidade da província
A fronteira sul do município é a Fronteira Canadá-Estados Unidos. O município limita-se ao sul com os Estados Unidos, específicamente com Sumas, Washington. Ao oeste limita-se com Langley, ao norte com Mission e com Chilliwack ao leste. De Abbotsford é possível ver o Monte Baker, no qual se encontra a menos de 100 kilõmetros da cidade.

## História
A primeira fase do desenvolvimento colonial de Abbotsford ocorreu quando o Royal Engineers pesquisou a área em resposta à Febre do Ouro ao longo do Rio Fraser em 1858. Isso levou à construção de Yale Road (hoje Old Yale Road), a primeira rota de transporte de ligação do Vale do Fraser. O processo de fixação cresceu e a produção de manteiga, leite e tabaco começou na década de 1860. Em 1889 o ex-engenheiro real John Cunningham Maclure aplicou a uma subvenção da coroa para obter os 160 hectares (0,65 km²), que se tornaria Abbotsford.
A Vila de Abbotsford foi incorporada em 1892.
1972 viu a fusão da Vila de Abbotsford e do Distrito de Sumas dentro do Distrito de Abbotsford. O Distrito de Abbotsford juntou-se com o Distrito de Matsqui em 1995 para formar a Cidade de Abbotsford.

## Governo
A cidade de Abbotsford usa um Concelho-Administrador como forma de governo local. O atual prefeito e Concelho foi eleito em 15 de Novembro de 2008. O atual prefeito é George W. Peary.

## Bandeira
A bandeira de Abbotsford e o brasão de armas são os mesmos, mostrando linhas diagonais, horizontais e verticais que se cruzam em um mesmo ponto representando Abbotsford como uma encruzilhada. No centro está uma flor de morango para simbolizar a indústria local. A bandeira de Abbotsford era originalmente na cor azul. A mudança para o verde foi iniciada em 1995 quando o Distrito de Abbotsford e o Distrito de Matsqui se juntaram para criar a Cidade de Abbotsford.

## Demografia
O maior grupo étnico é o europeu, compreendendo aproximadamente 79.6% da população. Neste grupo incluem alemães, holandeses, escandinavos, ingleses, escocêses, irlandêses, húngaros, russos.
O segundo maior grupo em Abbotsford é o sul-asiático (sobretudo Índia, Paquistão, Bangladesh e Sri Lanka) compreendendo 14,9% da população. Este é seguido pelo leste e sudeste asiático com 4.71% e aborígenes com 3,4% da população (que inclui indígenas de outras partes do Canadá e Estados Unidos).
Cerca de 23,8% da população da cidade nasceu fora do Canadá. Desse percentual, a maioria é do sul da Ásia, seguido por grupos da Coreia do Sul, China e América Latina.
O inglês é a principal língua falada, com 71,2% da população tendo ela como seu primeiro idioma. O panjabi é o segundo idioma mais falado.
O maior grupo religioso de Abbotsford é o Cristianismo com 61,4% da população. O seguinte maior grupo é o Sikh compreendendo 13.4% da população. A cidade contém o primeiro Gurdwara Sikh (local de veneração, geralmente traduzido como "templo")construído no Canadá (em 1911), que é também o mais antigo da América do Norte. Este é agora um local histórico em Abbotsford.

## Economia
62% dos residentes empregados em Abbotsford trabalham na própria cidade. A maior parte dos 38% restantes viajam para Mission, Chilliwack ou para Vancouver.
Mais de 25% da força de trabalho de Abbotsford vem de outras cidades.
O Conselho de Conferência do Canadá identificou a economia local como uma das mais diversificadas no país.
As principais indústrias de Abbotsford são agricultura, transportes, manufatura e varejo. A cidade é sede de três presídios federais, cada uma emprega entre 200 e 500 funcionários e pessoal de apoio. Há também em construção uma indústria aeroespacial.

## Educação
Na cidade há escolas de ensino fundamental, médio, secundário que são administradas por 34 Distritos escolares de Abbotsford. E escolas particulares incluindo St. John Brebeuf Regional Secondary, Mennonite Educational Institute, Abbotsford Christian School e o Dasmesh Punjabi School.
Instituições de ensino superior na cidade incluem a University of the Fraser Valley (Universidade do Vale Fraser), Instituições religiosas como Columbia Bible College e Summit Pacific College.
Há também uma escola virtual chamada "Abbotsford Virtual School" que oferece mais de 30 cursos online semestrais.

## Transporte
O transporte de ônibus público é fornecido pelo sistema de trânsito regional (ValleyMAX). O serviço de metrô para Vancouver atualmente corre perto de Mission pelo West Coast Express.
Linhas aéreas são fornecidas pelo Aeroporto Internacional de Abbotsford, que é um dos aeroportos comerciais que mais crescem no oeste do Canadá.
As principais rotas que levam à Abbotsford são Trans-Canada Highway (#1), British Columbia Highway 11(#11) e o Fraser Highway (#1A). O acesso para os Estados Unidos é feito pelo Huntingdon.

### Dados
- População (2007): 131.827 hab.
- Residências (2006): 45.286
- Área (km²): 359.36
- Densidade (pessoas por km²) (2006): 344.7